# Eucalyptus albopurpurea
Eucalyptus albopurpurea är en myrtenväxtart som först beskrevs av Boomsma, och fick sitt nu gällande namn av D. Nicolle. Eucalyptus albopurpurea ingår i släktet Eucalyptus och familjen myrtenväxter. Inga underarter finns listade i Catalogue of Life.